# Ribelund
Ribelund er en større offentlig institution for fysisk og psykisk handicappede, beliggende på Tangevej i Ribe. Institutionen blev indviet 5. november 1907 Dengang hed institutionen Aandsvageanstalten i Ribe, et navn der ændres til Ribelund d. 1. oktober 1959. Blandt lokale ofte bare kaldt anstalten.
Der har været mange forgreninger, oprettelser og nedlæggelser af afdelinger. De fysiske rammer er flyttet rundt af flere omgange.

## Ved starten i 1907
Institutionen var et resultatet af, at der generel enighed om, at man skulle behandle handicappede danskere bedre. Og ved institutionens start var hver en teknisk eller pædagogisk nyhed af værdi taget i brug. Ved åbningen var der plads til 200 personer.

## 1914
I dette år er institutionen udvidet med flere bygninger som børneafdeling, sygehuset, mands- og kvindehjemmet samt nogle tjenesteboliger. 400 personer er der nu plads til.

## Gravplads
13. juni 1919 bliver der indrettet en gravplads for Ribelund, hvor 469 personer er begravet.

## 1946
Som et resultat er 2. Verdenskrig, er der en stor overbeliggenhed og man køber Den Gamle Avlsgaard på Farupvej som udvidelse

## Naturpark ved Ribelund
Efter at have været indhegnet stort set siden åbningen, bliver hegn og mure omkring Ribelund fjernet i 1962 og bliver et åbent område for alle. I dag betragtes området som et af byens åndehuller, med stisystemer, mini-zoo og andet.

## 1980-85
I dette tidsrum er der 800 personer tilknyttet Ribelund. Her foretager man en stor ændring af Ribelund. Institutionen splittes i to; 1. Boinstitutionen Ribelund og 2. Ribe Amts børne- og ungdomspension (RABU)

## Efter 1985
Efter opsplitningen frasælges mange de bygninger, der har været brugt som tjenesteboliger. Obbekjær Fonden opfører 52 boliger på området, der mere og mere er blevet en integreret del af byen.

## 2019[4]
I 2019 får en lokaljournalist en guidet tur af på daværende tidspunkt, centerleder Thomas Eriksen. Opsummeringen af brugen af bygningerne lyder på dette tidspunkt:
- Bøge Alle 1-11 findes Specialcentret RABU
- Bøge Alle 4 står tom
- Bøge Alle 6 rummer Ribelunds Museum
- Bøge Alle 8, Drift og Teknik
- Bøge Alle 15 - boenheder
- Bøge Alle 16 står tom
- Bøge Alle 19-115, almene boliger
- Bøge Alle 123-127 rummer alle lejligheder til ældre udviklingshæmmede og demensramte
- Kastanie Alle 1 og 2 er solgt til privatbolig
- Kastanie Alle 3-13 botilbud (5 og 7 dog administration)
- Kastanie Alle 5 er der klubtilbud
- Kastanie Alle 6 og 8 står tomme og er nedrivningsmodne
- Kastanie Alle 12 står tomt
- Kastanie Alle 16, der tidligere husede KommuneData (KMD) - i dag Midgaardhus, der er indrettet til anbragte unge eller voksne med en dom eller adfærdsvanskeligheder
- Pile Alle 2 ligger Gartneriet
- Pile Alle 6 findes dagtilbuddet Aktiviteten
- Ribelund Festsal bruges til interne kurser og lånes ud til forskellige foreninger

## Ribelund Museum
Siden maj 1995 har Ribelund haft sit eget museum, hvor man kan læse om Ribelunds historie og finde historiske effekter.

## Ribelund Festival
Hver år afholder Esbjerg Kommune festival'en Ribelund Festival.

## Reference
1. 1 2 3 4  De første ti Aars Børn på Aandssvageanstalten i Ribe af Anker Ovnbøl
2. 1 2  Indvielsen af Aandsvage-anstalten i Ribe, Illustreret Tidende
3. 1 2 3 4 5 6 7  Jubilæumsskrift 2007
4. ↑  Ved du hvad der gemmer sig i bygningerne på Ribelund? Ugeavisen Ribe 17. december 2019

55°19′36″N 8°46′27″Ø / 55.3268°N 8.7743°Ø